# Чабанка (Казанківський район)
Чабанка — колишнє село в Казанківському районі Миколаївської області.

## Стислі відомості
Засноване в 19 столітті. Знаходилося біля селища Казанка.
Підпорядковувалося Казанківській селищній раді.
В часі Голодомору 1932—1933 років від нелюдської смерті помирали люди. Кількість жертв не встановлена..
Ліквідоване в період 1972—1986 років — зняте з обліку в зв'язку з переселенням жителів.